# Aitor Tornavaca Fernández
Aitor Tornavaca Fernández (nascut el 24 de març de 1976 a Vitòria) és un exfutbolista basc que jugava de migcampista.
Va acumular un total de 328 partits i 16 gols a la Segona Divisió en 11 temporades, representant cinc clubs, principalment el Recreativo de Huelva. Va sumar 105 partits i cinc gols a la Lliga, on va jugar amb el Recreativo i l'Sporting de Gijón.

## Carrera de club
Aitor va néixer a Vitòria-Gasteiz, Àlaba, País Basc. Durant els seus inicis de carrera va jugar gairebé exclusivament a Segona Divisió, representant l'Sporting de Gijón, CD Leganés, Llevant UE, Real Jaén i SD Eibar i es va traslladar al Recreativo de Huelva per a la campanya 2004–05. Va participar en dos partits de la Lliga amb el primer club, marcant contra el Real Valladolid en una victòria a casa per 4-2 el 29 d'octubre de 1995.
Al Recre, Aitor hi va ser titular des de l'inici; va ser fonamental en l'ascens del conjunt andalús el 2006 i també un habitual de la primera categoria (mai va jugar menys de 30 partits de Lliga en els seus vuit anys). També va ser desplegat diverses vegades com a lateral esquerre.
El 12 de juliol de 2012, després de tres temporades a la segona divisió i 294 competicions amb el Recreativo, l'Aitor, de 36 anys, va tornar a Astúries i es va incorporar al Real Avilés CF de Segona Divisió B, signant un contracte de dos anys però retirant-se al el final del seu primer, després de la qual cosa es va incorporar immediatament al cos tècnic del club.
Aitor va tornar a estar en actiu el 14 de juny de 2014, acordant un contracte amb el CD Llanes de Tercera Divisió.